# Actinodaphne sulcata
Actinodaphne sulcata är en lagerväxtart som beskrevs av S.Julia. Actinodaphne sulcata ingår i släktet Actinodaphne och familjen lagerväxter. Utöver nominatformen finns också underarten A. s. longipetiolata.